# The 1975 (歌曲)
〈The 1975〉 是同名英国乐團2019年的一首歌曲 ，出自他们的第四张录音室专辑《世俗紀事》，于2019年7月24日发行，并于2020年5月作为开场曲收录在专辑中。它延续乐團過去专辑以同名歌曲开场的传统，但不同於之前的三张专辑都由主唱马蒂·希利所演唱，2019年的歌曲使用环保活動人士格蕾塔·童貝里的口白作為歌詞。这段口白是她在2019年世界经济论坛上发表的题为《我们的房子着火了》的演說的修改版，她呼籲以公民不服從应对气候变化，减少温室气体排放。
这首歌曲录制于2019年6月。收益全部捐赠给草根运动「反抗滅絕」，这首歌的发布適逢乐队为减少对环境的影响而採取的舉措。在2019年和2020年新冠疫情封鎖還未實施的巡迴演唱會上，乐團都會在安可曲前演奏〈The 1975〉。这首歌曲获得音乐评论家大多数的正面评价，他們称赞这首歌曲產生的情感冲击、所傳達的信息以及歌曲與主打单曲〈People〉之間的過渡。

## 背景与錄製

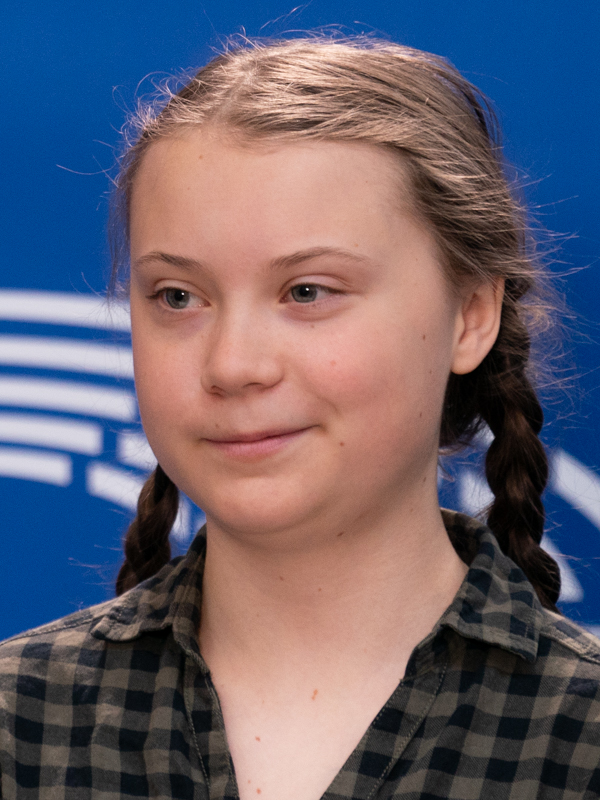
瑞典气候變化活動人士格蕾塔·童貝里出现在这首歌中。

〈The 1975〉以瑞典气候變化活动人士格蕾塔·童貝里為特色，她从2018年8月开始每周五曠課，在瑞典议会外抗议，举着「为气候罢课」（Skolstrejk för klimatet）的标语。这引发了從2018年11月掀起的全球气候罢課运动。这首歌发布时，她僅有16岁，是第一位參與1975乐團錄音的特邀艺术家；该乐團之前曾批评友情客串在音樂中的作用不過是为了提高排行榜排名。
这首歌由Dirty Hit唱片公司制作，该公司由1975樂團的經紀人傑米·奧本（Jamie Oborne）创立。据奥本称，主唱马蒂·希利希望利用他的平台来突出其他人的声音，并称童貝里是“世界上最重要的人”。希利后来表示，乐團希望在开场曲中做出“最现代的表述”，并且他希望將童貝里（希利視她為“時代之聲”）记录在流行文化中并刻錄到黑胶唱片上。奥本无法通过Instagram联系到桑伯格，于是他的公关人员将他介绍给了《卫报》的环境编辑，后者帮助他与她的父亲斯万特·童貝里取得联系。2019年6月下旬，乐團在瑞典斯德哥尔摩摩参加音乐节演出时，與童貝里录制〈The 1975〉。奥本和希利表示，更多比他们有影响力的艺术家拒绝了与桑伯格合作的机会。这是格蕾塔·童貝里的第一部音乐作品，她在谈到这首歌曲时表示，她很欣赏它能够“以新的方式吸引广泛的新受众”。希利表示，与童貝里的会面“给了我很大的启发”，她是他见过“最朋克、最性格”的人。  
乐團的前三张专辑以一首简短的同名歌曲开始，其中包含同一组关于口交的歌词，以“Go down / Soft sound”（中譯：下去／清柔的聲音）开头，由希利親自演唱。每个版本的音乐风格都为整張专辑奠下了基调。在《世俗紀事》中，开场曲与标准歌词有所不同。〈The 1975〉时长4分57秒，是一首抗议歌曲，也是一件氛围音乐作品，其中童貝里进行了口述表演。
歌词呼吁民众采取公民不服從的行動，减少温室气体排放，以应对气候变化，歌词取材于桑伯格在2019年1月舉行的世界经济论坛上发表的演讲《我们的房子着火了》。童貝里开头说道：“我们现在正处于气候和生态危机的开始”。她警告说，人类未能解决这个问题，并簡要的說明這種失败的后果，但表示改变还为时不晚。她说，现有的规则需要改寫，并呼吁發起反抗。童貝里语气始终平静。背景中播放着极简的环境音乐，包括钢琴和弦乐。据希利说，他们考虑过一个没有背景音乐的版本，但他们选择加入背景音乐来增加情感，让听众“仿佛置身于另一个世界”。他说道：“音乐和她的真理的融合才是终极的组合。”
〈The 1975〉标志着乐團轉向更明確的政治性訊息。这首歌延续了《網路交友的快問快答》的政治性歌曲，比如闡述当代政治事件的〈Love It If We Made It〉和关于美国枪支管制的〈I Like America &amp; America Likes Me〉。希利形容这首歌曲表面上很美，但也令人悲伤和不祥。

## 发行与推广

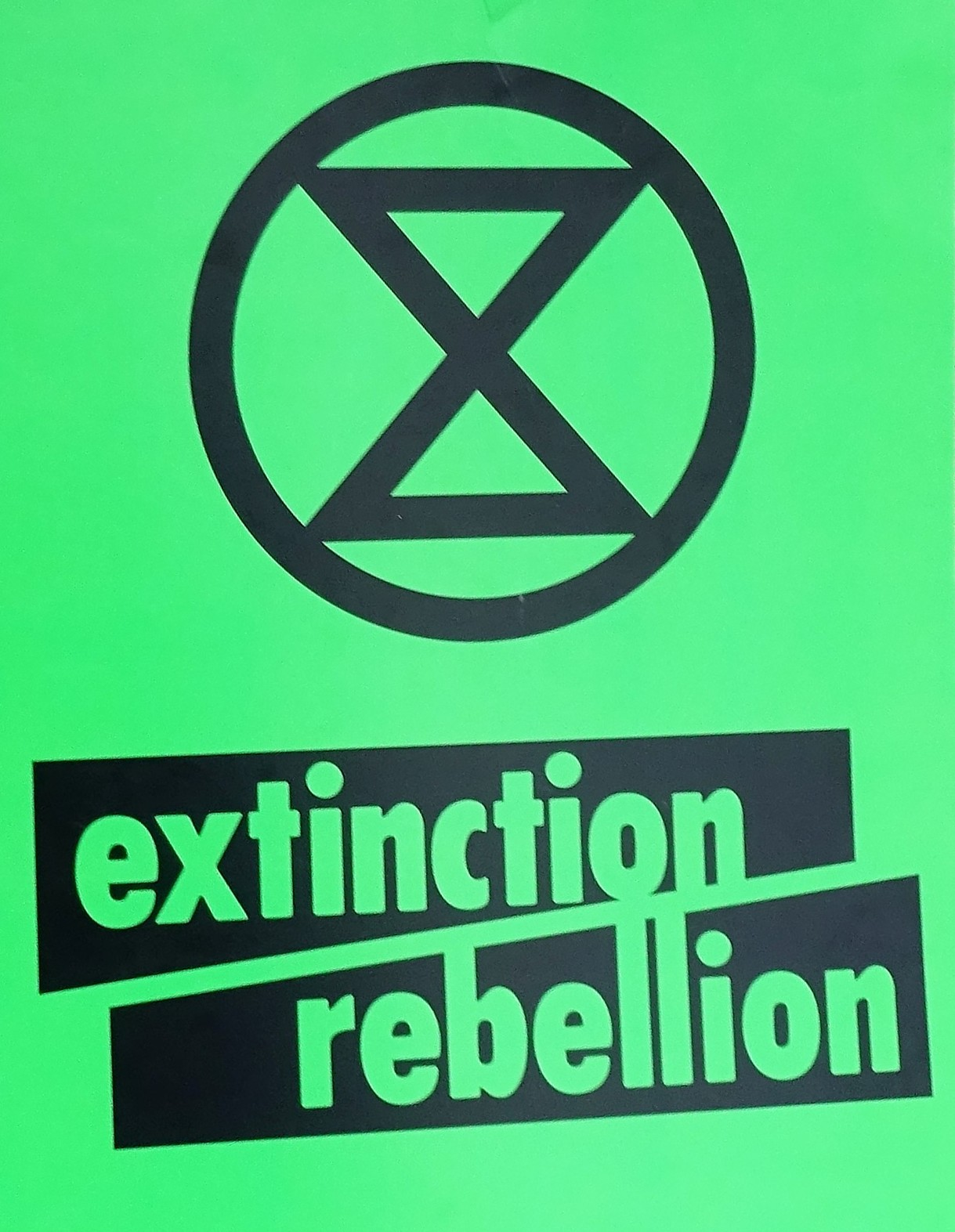
反抗滅絕使用的标语牌，〈The 1975〉的收入歸入组织名下

〈The 1975〉是1975樂團第四张专辑《世俗紀事》的开场曲。希利最初表示乐队正在从三首歌曲中選來一首作为2019年5月31日发行的专辑主打单曲。不过，第一首公開的歌曲是〈The 1975〉，于2019年7月24日發行，主打单曲《People》則于8月22日公開發行。。正如他们在之前的作品中所做的那樣，乐團在〈The 1975〉发行不久前就停用他们的所有社交媒体账户。乐團最初打算在专辑發行前不去发行〈The 1975〉，但在录制完成后，他们决定这样做。奥本表示，这首歌“不是可以等待的宣言”，而推迟发行会让人感觉像是在“满足虚荣心”。
发行专辑之时，1975樂團一边開巡演一边製作《世俗紀事》，〈The 1975〉是四首完成或接近完成的歌曲之一，另外三首是〈The Birthday Party〉、〈 Frail State of Mind〉和〈People〉。《每日电讯报》的阿尔·霍纳（Al Horner）观察到，保守党政治家特雷莎·维利尔斯，此前曾投票反对限制碳排放的倡议， 在歌曲发行当天成为英国环境大臣。据奥本称，在發行前不久，大量小报联系了他，随后他们开始编造有关希利的感情关系和吸毒情况的故事。曾在议会就气候变化发表不正确言论的保守党政治家大卫·TC·戴维斯批評乐團表裡不一，因为其即將舉辦的巡迴演唱會仍會造成碳排放。奥本在2020年5月表示，他仍然对希利在此次合作中收到的“仇恨和負面评价”感到惊讶，并形容他“有点厌倦成为那个为弱者而战并遭受很多辱骂的人”。 
应童貝里的要求，〈The 1975〉的收益被捐赠给了草根运动「反抗滅絕」。反抗灭绝组织的发言人称赞这首歌，称“音乐有突破障碍的力量”。一名英国广播公司的记者指出，在歌曲发布时，乐團原定乘搭飞机在许多国家巡演。然而，在这首歌首次亮相的同时，唱片公司和乐團當即宣布採取减少对环境影响的措施，例如用纸代替塑膠材料。乐團还聘请了一家生态管理公司来打理演出。
1975乐團在2019年和2020年的演出中表演这首歌的录音為安可曲的開唱預熱。希利会独自回到舞台上，并在演出时背对台下观众。这些表演包括为《網路交友的快問快答》的部分巡演、2019年8月的雷丁利兹音乐节 、2019年11月的紐澤西BB&amp;T體育館，以及2020年2月在曼彻斯特竞技场和伦敦O2体育馆的表演。据《利物浦回声报》报道，有观众被要求在这首歌演唱时保持安静。新冠疫情导致《世俗紀事》后安排的演出被打乱，例如2020年7月計畫在伦敦芬斯伯里公园举行的一场活动，1975樂團计划在那裡進行一系列环境措施。  

## 评论
2019年7月27日， 《前音後果》将这首歌评为本周最爱歌曲。该傳媒的肖恩·朗（Sean Lang）認同希利让童貝里发表演讲，而不是亲自传达信息的做法，并称赞童貝里传达了一个嚴峻的訊息。与此有关， 《卫报》的劳拉·斯内普斯（Laura Snapes）称赞1975乐團利用他们的平台来凸显女性的声音，而霍纳表示他们的音乐“非常克制，不会壓倒或分散聽者对童貝里的注意力”。《The Line of Best Fit》的克莱尔·比德尔斯（Claire Biddles）评论说，“内省而腼腆”的背景音乐与童貝里演讲的分量相得益彰。然而，《新政治家》的埃伦·皮尔森·哈格（Ellen Peirson-Hagger）批評该乐團在自己的歌曲中缺乏参与，无论是在创作还是在传达其訊息方面。英国广播公司的一名撰稿人认为，这首歌没有提出具体的建议，但訊息直抵核心。
《每日电讯报》的杰克·克里奇（Jake Kerridge）称赞它是自1984年弗兰基去好莱坞的反核战争歌曲〈Two Tribes〉以来“最令人恐惧”的口述流行音乐。 《GQ》杂志的奥利夫·波梅西（Olive Pometsy）称这段录音是“一记警钟”，表明人们需要共同努力来维持地球的宜居性。肖恩·朗称这首歌是一次“令人惊讶、令人耳目一新的冒险”，而阿尔·霍纳则认为这首歌鼓舞人心，而且“残酷、叛逆的赤裸”。《Paste》的莉齐·曼诺（Lizzie Manno）相信这為“推動彻底变革提供坚定不移的理由”。许多评论家在听这首歌时都很感动，包括《Gigwise》的狄龙·伊斯托（Dillon Eastoe），他第一次在车里听到这首歌时因止不住淚不得不靠边停車，而《Elle》的麦迪逊·费勒（Madison Feller）也因这首歌起雞皮疙瘩。 《阿特伍德杂志》的米奇·莫斯克（Mitch Mosk）和《大誌》的马尔科姆·杰克（Malcolm Jack）都觉得这首歌激动人心。 
这张唱片作为《世俗紀事》的开场曲也获得了积极的评价。许多评论家都喜欢〈The 1975〉和朋克摇滚歌曲〈People〉之间的过渡，包括《滚石》雜誌的克莱尔·谢弗（Claire Shaffer）和曼诺（Manno）；《內幕》的卡莉·阿格里姆（Callie Ahlgrim）称赞歌曲：“效果非常精妙。”考特妮·拉罗卡（Courteney Larocca）在《內幕》撰文称赞，这张专辑馬上与1975樂團之前发行的专辑顯出區別。《SLUG杂志》撰稿人佩奇·扎克曼（Paige Zuckerman）认为它是1975樂團主打歌的“一个更加成熟、进化的版本”，但曼诺對这首歌在专辑中的作用發出質疑。在雷丁利兹音乐节上，这首歌結束後接續〈Love It If We Made It〉； 《独立报》的亚当·怀特 (Adam White) 认为，这個連接为〈The 1975〉带来了“更大的效力”。

## 參與人员
资料来源：专辑專輯注釋和《Pitchfork》。
- 马修·希利 – 键盘、制作、编写
- 乔治·丹尼尔 – 键盘、混音、制作、编程、弦乐、编写
- 喬納森·吉爾摩 – 工程
- 罗宾·施密特 – 母带制作
- 格蕾塔·童貝里 – 主音、编写